# Bullauge

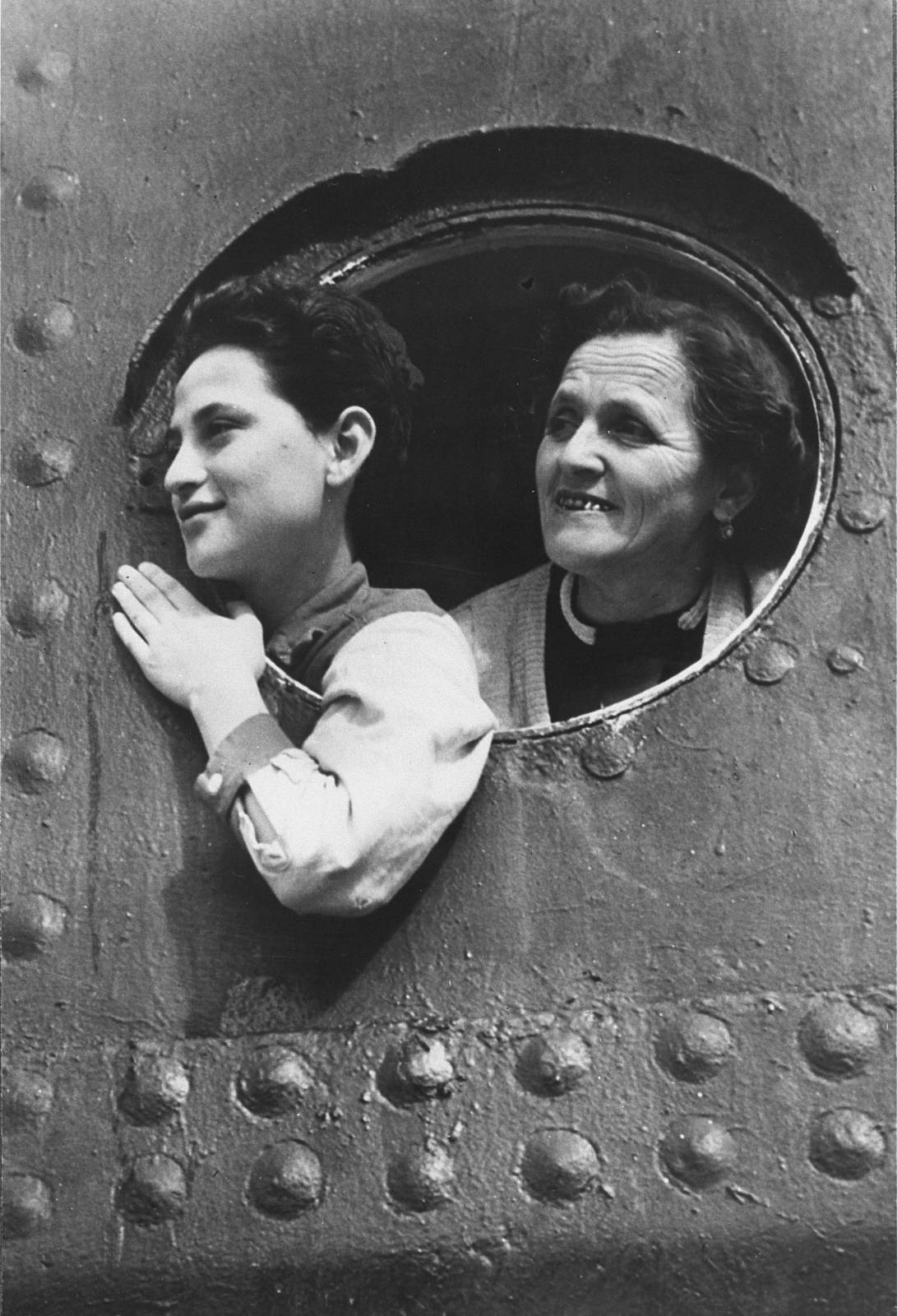
Bullauge der St. Louis von außen

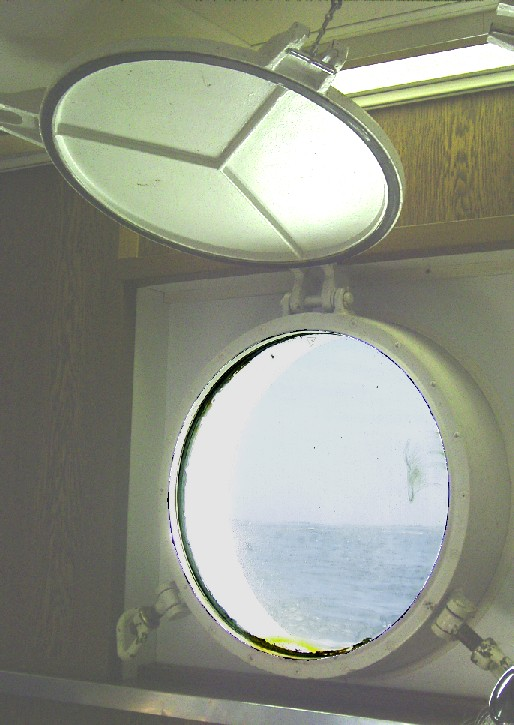
Bullauge einer Passagierfähre: Innenansicht mit geöffneter Seeschlagblende

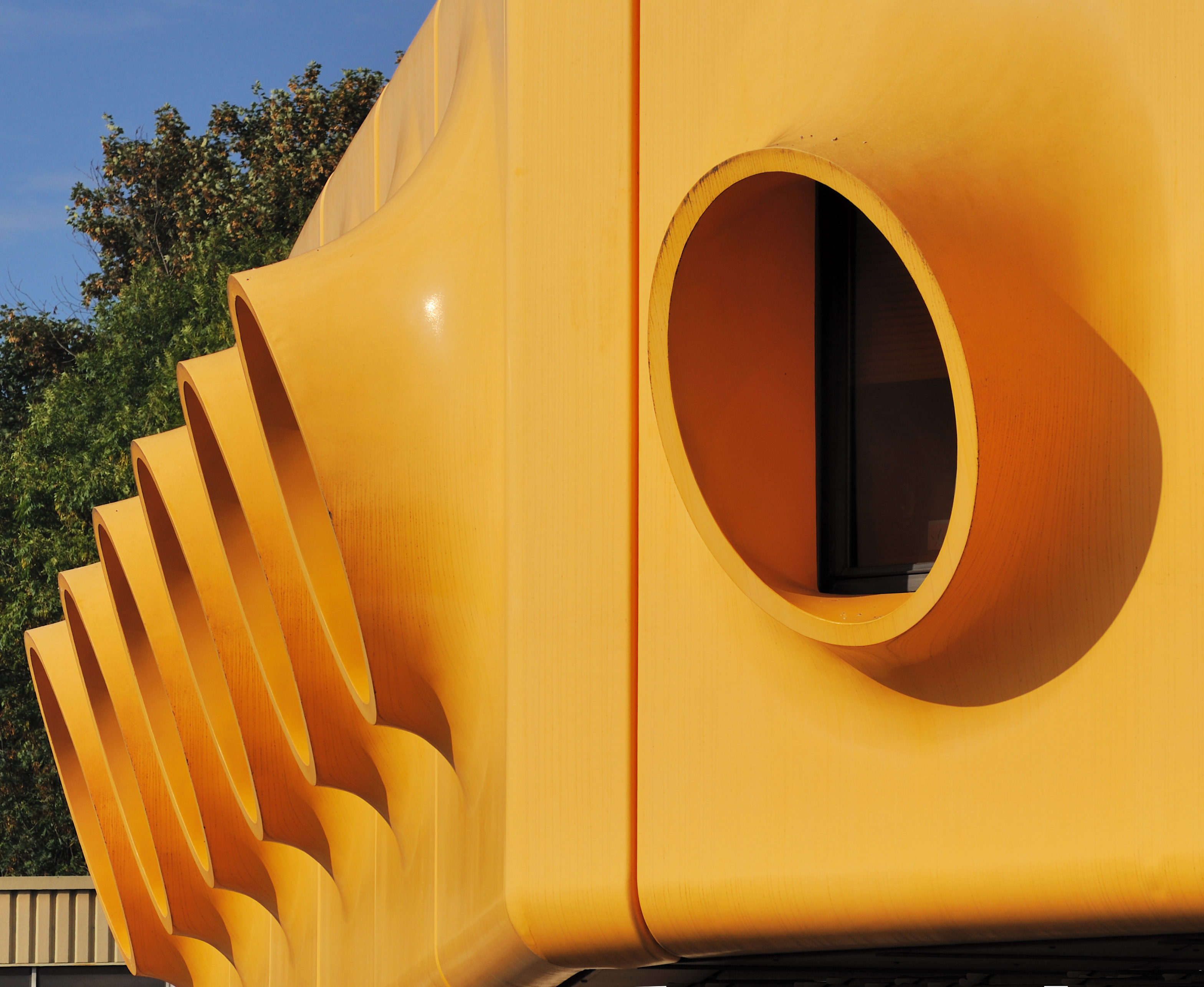
Bullaugen in der modernen Architektur, hier an der Autobahnraststätte Pratteln

Der Begriff Bullauge wird in mehreren Bereichen verwendet. Am gebräuchlichsten ist er für die Bezeichnung eines Fensters im Schiffbau. Der Grund für die kreisrunde Form ist die Verhinderung von Verwindungen (Elastizität).

## Verwendung im Schiffbau
Meist ist in der Seemannssprache ein kreisförmiges Fenster gemeint. In der Schifffahrt dienen Bullaugen als wasserdichte Seitenfenster in der Bordwand von Schiffen und Unterseebooten. Die oftmals runde oder abgerundete Form erleichtert die Abdichtung und erhöht die Druckfestigkeit gegen Wassereinwirkung von außen. Die Funktion der Bullaugen ist dabei dieselbe wie die von Fenstern in einem Gebäude: Sie dienen zum Einlass von Tageslicht oder zur Lüftung der einzelnen, unter Deck gelegenen Räumlichkeiten. Zusätzlich ermöglichen sie die Beobachtung der Umgebung. Aufgrund dessen sind Bullaugen bei Schiffen nur oberhalb der Wasserlinie angebracht.
Die Konstruktion eines Bullauges ist in der Regel relativ simpel gehalten: Eine kreisförmige Glasscheibe wird von einem ebenfalls kreisförmigen Metallring umgeben und an einem Scharnier mit der Bordwand verbunden. Dient das Bullauge normalerweise nicht zum Lichteinlass (beispielsweise in Laderäumen), so kann es auch nur aus Metall gefertigt sein. Zusätzlich sind teilweise vor den Bullaugen Seeschlagblenden aus Metall angebracht, die beispielsweise bei einem Sturm zum Schutz vor Glasbruch oder zur Verdunkelung bei Kriegsschiffen verwendet werden, um keine Aufmerksamkeit zu erregen oder feindliches Feuer auf sich zu ziehen. Eine Dichtung zwischen Bordwand und Bullauge dient als Schutz gegen eindringendes Wasser. Die Größe richtet sich je nach Verwendung und liegt zwischen wenigen Zentimetern und etwas weniger als einem Meter. Dementsprechend schwankt auch das Gewicht zwischen wenigen und einigen hundert Kilogramm. Das Gewicht resultiert aus dem Glas und dem Metallring, der üblicherweise aus Bronze, Kupfer, Eisen, Stahl oder Aluminium gefertigt wird. Am häufigsten finden dabei Bronze und Kupfer Verwendung, da sie salzwasserbeständig sind. Bei der Planung von Bullaugen wird darauf geachtet, dass sie einerseits ihre Zwecke erfüllen, andererseits dürfen sie die Festigkeit der Bordwand und damit die des Schiffes nicht beeinträchtigen.
Bullaugen sind von innerhalb des Schiffes bedienbar, in der Regel ist ein Hebel zum Öffnen oder Schließen von Hand angebracht.
Eine andere Bedeutung kommt ihnen bei der Verwendung in Unterseebooten zu. Dort dienen sie zur Beobachtung der Umgebung und sind im Regelfall nicht zu öffnen. Zusätzlich sind die Bullaugen bei U-Booten zur Verstärkung der Widerstandsfähigkeit gegen den Wasserdruck von außen meist konkav gewölbt. Dies bewirkt, dass sie gegen den Rahmen des Bullauges gepresst werden. Auf der Innenseite sind sie meist nicht sphärisch gewölbt, dies verkleinert einerseits den Sichtbereich nach außen, andererseits werden dadurch Glasspannungen, die durch die Wölbung auftreten können, gemindert. Je nach Tiefe, in der das U-Boot eingesetzt werden soll, sind die Bullaugen bis zu mehreren Zentimeter dick.

## Verwendung in der Raumfahrt
In derselben Form wie bei Schiffen werden solche Fenster auch in der Raumfahrt, beispielsweise auf der Internationalen Raumstation verwendet. Sie dienen dazu, nach außen sehen zu können.
Sie sind in der Regel aus Quarzglas gefertigt, da das Glas einen Temperaturunterschied von mehreren hundert Kelvin aushalten muss, ohne unter der Belastung zu springen. Der Rahmen wird aus Titan hergestellt und anschließend mit Emaille überzogen.
Bei den Apollo-Kapseln war ein Bullauge im Heck angebracht, welches das Ein- und Aussteigen zu Beginn und Ende jedes Fluges ermöglichte.

## Verwendung bei Waschmaschinen

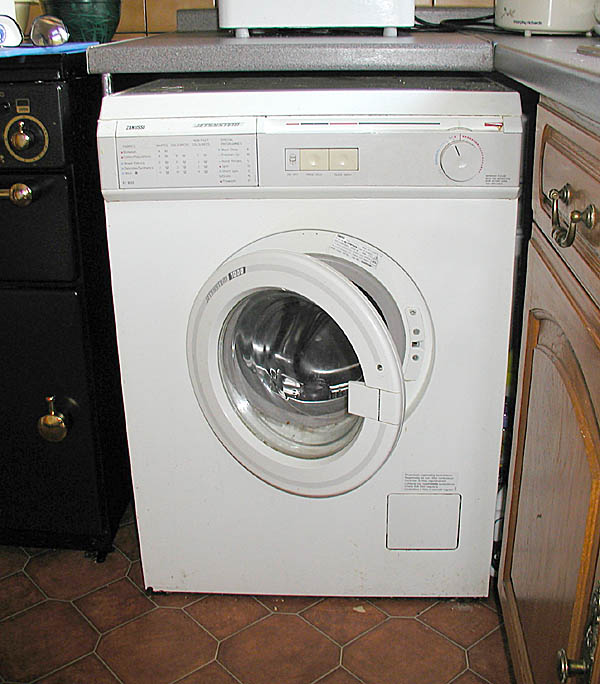
Eine Waschmaschine mit geöffnetem Bullauge

In einer anderen Verwendung wird der Begriff im Zusammenhang mit Frontlader-Waschmaschinen im Haushaltsbereich verwendet, dort dient ein Bullauge als Ladeluke. Das Glas erfüllt hier lediglich eine nützliche, aber in der heutigen Zeit nicht mehr unbedingt notwendige Funktion, da das Waschen in der Regel automatisiert erfolgt. Es erlaubt, den Waschvorgang von außen zu beobachten, ohne ihn unterbrechen zu müssen.
Dem Bullauge kommt hier die umgekehrte Bedeutung wie in der Schifffahrt zu: Es dient dazu, die Waschmaschine nach außen hin abzudichten und das Auslaufen von Wasser zu verhindern. Die Fertigungsweise ist dabei ähnlich der im Schiffbau, auch hier ist der Rahmen aus Metall, und das Bullauge besitzt einen Hebel, um es zu öffnen und zu schließen.

## Verwendung in der Architektur
In der Architektur bezeichnet Bullauge, oder häufiger Ochsenauge, runde oder ovale Fenster, wie sie vor allem im Barock üblich waren.

## Verwendung im Automobilbau
Im Automobilbau wurden Bullaugen besonders bei amerikanischen Herstellern von den 1930er bis 1970er Jahren verwendet. Die geläufige Bezeichnung hierfür ist Opera window.

## Sonstige Verwendungen

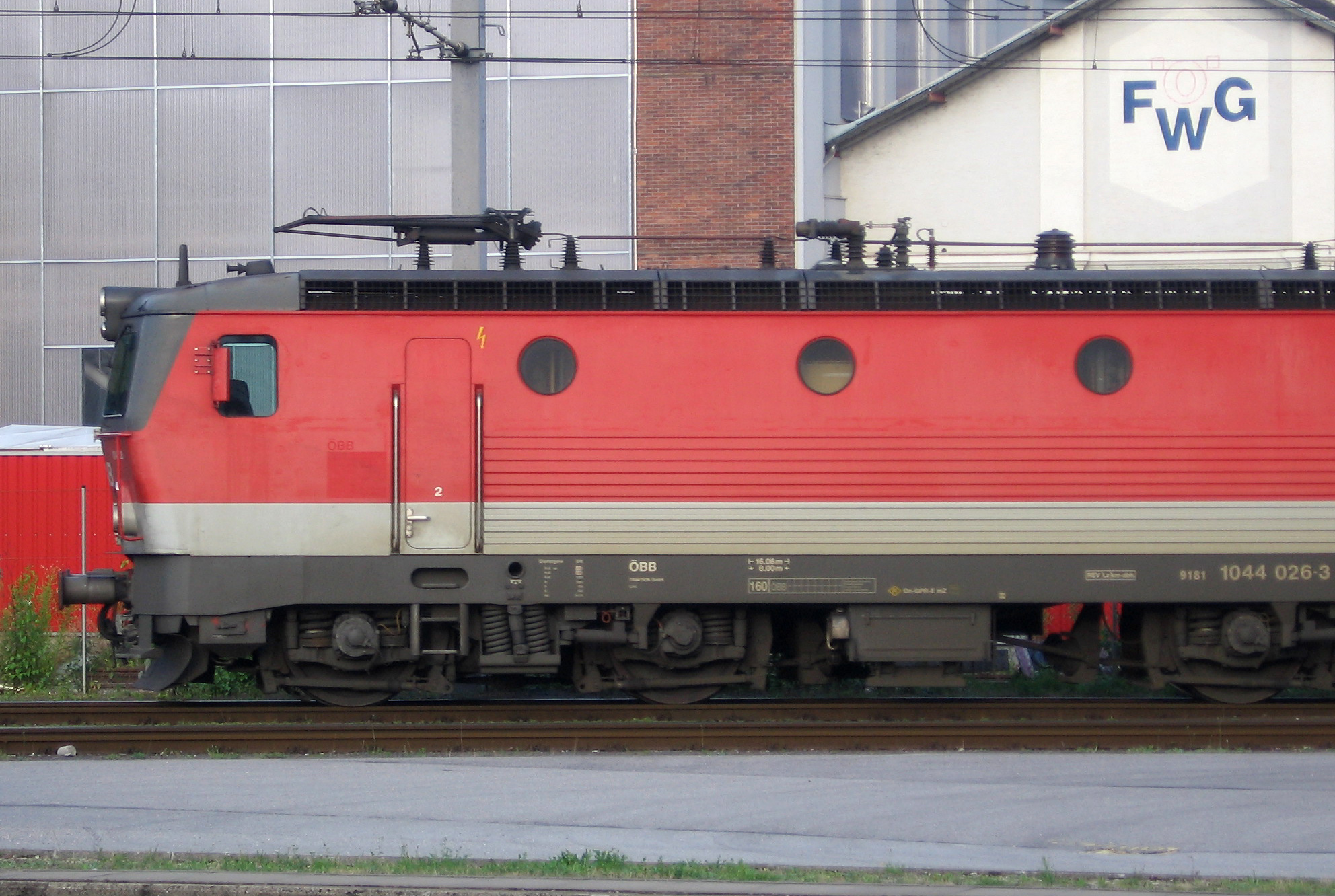
Bullaugen als Maschinenraumfenster einer österreichischen Lokomotive der Reihe 1044

Beim englischen Pfeilspiel Darts bezeichnet das Bull's Eye (kurz: das Bull) das Zentrum der Zielscheibe.
In der Vergangenheit bezeichnete man ein Spiegelei als Bullenauge, Bullauge oder Ochsenauge.
Eine bestimmte optische Täuschung wird Bullaugen-Illusion genannt.